# Alicja Graff

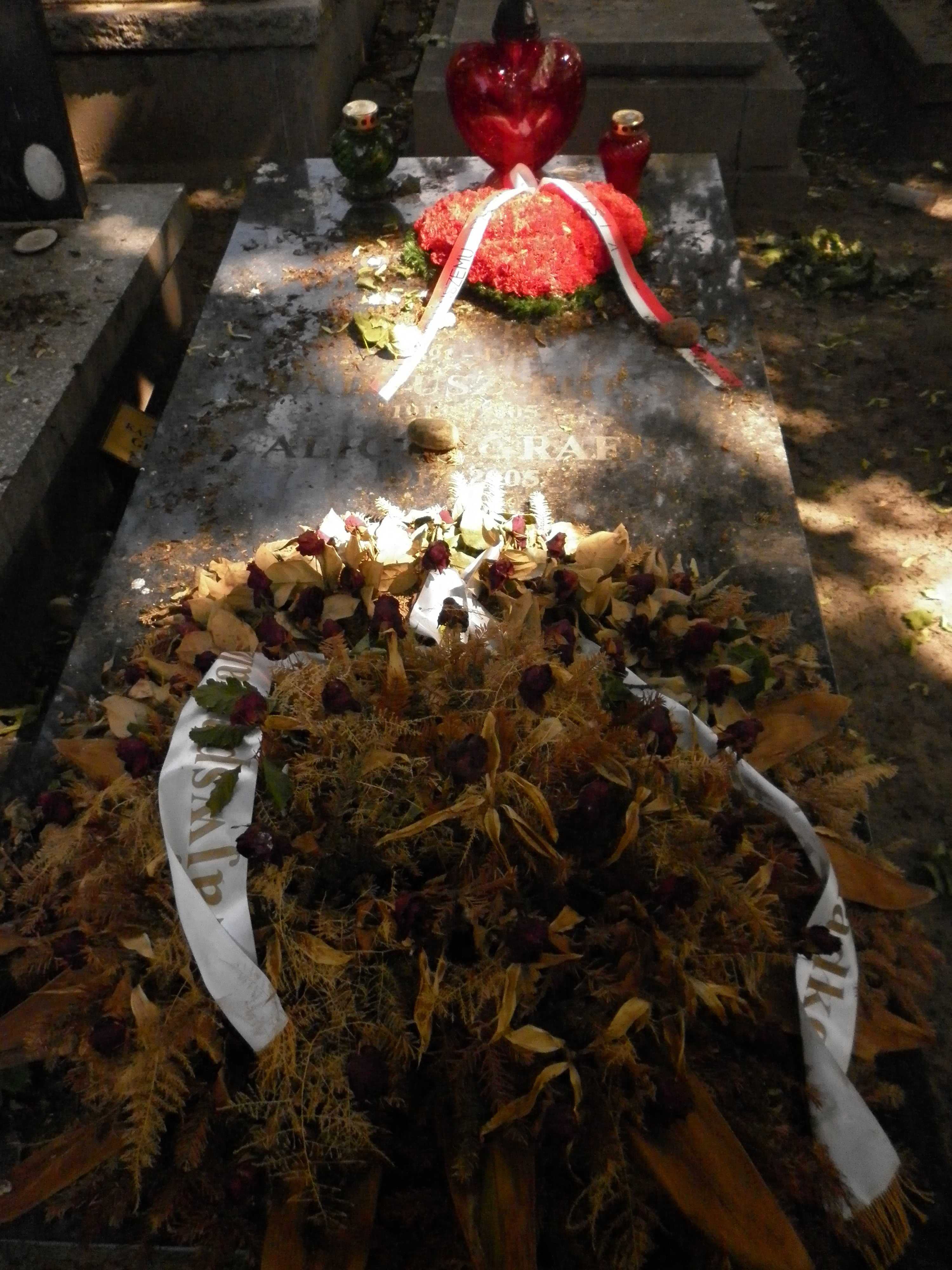
Grób Alicji Graff na Cmentarzu Wojskowym na Powązkach w Warszawie

Alicja Graff, z domu Fuks (ur. 20 czerwca 1917, zm. 20 grudnia 2005 w Warszawie) – stalinowska prokurator wojskowa, wicedyrektor Departamentu III Prokuratury Generalnej.

## Życiorys
Pochodziła z rodziny żydowskiej. Przed II wojną światową ukończyła prawo na Uniwersytecie Warszawskim. W okresie stalinizmu została wicedyrektorem Departamentu III Prokuratury Generalnej. W 1953 podpisała się pod pismem do naczelnika więzienia na Rakowieckiej z nakazem wykonania wyroku śmierci na generale Auguście Emilu Fieldorfie. Nadzorowała także sprawę aresztowanego przez Ministerstwo Bezpieczeństwa Publicznego płk. Wacława Kostka-Biernackiego.
Zmarła w Warszawie. Pochowana jest na Cmentarzu Wojskowym na Powązkach (kwatera C31, rząd 2, grób 20).

## Odznaczenia
Postanowieniem prezydenta Bolesława Bieruta z 22 lipca 1950, za zasługi w pracy zawodowej, została odznaczona Złotym Krzyżem Zasługi.

## Życie prywatne
Była żoną prokuratora Kazimierza Graffa, zastępcy naczelnego prokuratora wojskowego w okresie stalinizmu.